# Fort Madison (Islas Marquesas)
Fort Madison, era la primera base naval de los Estados Unidos en el Océano Pacífico. Fue construida en la Bahía Taioha'e (a la que llamaron bahía de Massachussets) en isla de Nuku Hiva, en el archipiélago de las islas Marquesas, en la actual Polinesia Francesa, en el Océano Pacífico. 
Fue construido por el comodoro David Porter en octubre y noviembre de 1813, durante la Guerra anglo-estadounidense de 1812 para proteger el pueblo de Madisonville de los ataques británicos y marquesanos. La fortificación recibió su nombre en honor al presidente James Madison y estaba armada con cuatro cañones. Fort Madison fue atacado solo una vez, por amotinados británicos, en mayo de 1814, y abandonado poco después.

## Historia
Porter llegó a Nuku Hiva el 25 de octubre de 1813 y la renombró Isla Madison en honor al presidente de los Estados Unidos, James Madison. Luego, Porter comenzó a hacer los preparativos para establecer la primera base naval estadounidense en el Pacífico y fundar una pequeña colonia, a la que llamó Madisonville. El fuerte fue llamado Fort Madison y contaba con 4 cañones. Construido en una colina junto a una bahía que decidieron llamar bahía de Massachusetts.
En ese lugar se realizó la ceremonia oficial de izada de bandera el 19 de noviembre, se dispararon salvas en diecisiete cañonazos y se enterró en el suelo un mensaje para los futuros exploradores. En esta declaración se afirmó que los Te I'i eran súbditos de los Estados Unidos y que estos últimos habían reclamado oficialmente la isla que Porter esperaba que se convirtiera en una importante base naval.
Pronto, los estadounidenses se hicieron aliados de los indios Te I'i, y atacaron a los indios Happah. La expedición, dirigida por teniente John Downes fue un éxito. Lograron la paz, y que los Happah se volvieran aliados. Juntos atacarían a los Tai Pi.
El primer ataque a la fortaleza de los Tai Pi resultó en fracaso. Este fracaso llevó a temer que Madisonville fuera invadido y los habitantes masacrados por los guerreros Te I'i y Happah. Por eso, realizaron otro ataque que se saldo con la victoria.
El 9 de diciembre de 1813, el USS Essex estaba reparado y listo para navegar. La mayor parte de la flota partió, aunque los barcos Sir Andrew Hammond, Seringapatam y Greenwich permanecieron en Nuku Hiva con el teniente John Gamble, dos guardiamarinas, diecinueve marineros y seis prisioneros, siendo los prisioneros y algunos de los marineros ciudadanos británicos.
7 de mayo de 1814, los marineros británicos de la guarnición se amotinaron. Primero liberaron a los seis prisioneros y luego atacaron Fort Madison. Tomaron el Seringapatam y escaparon.
Unos días después, el 9 de mayo, seis de los marineros estadounidenses fueron atacados en la playa por los Te I'i; un guardiamarina de dieciséis años murió junto con cuatro marineros. Gamble estaba solo en su barco, recuperándose de su pie herido, cuando dos canoas de guerra se acercaron para atacar. Los cañones de la nave estaban precargados, por lo que Gamble, sin ayuda de nadie, cojeaba de cañón en cañón. A la mañana siguiente dio la orden de evacuar Madisonville. Así terminó de la primera base naval y colonia de Estados Unidos en el Océano Pacífico.
El 28 de agosto de 1814, una flotilla de la Royal Navy con el HMS Briton ancló frente a Nuku Hiva. Descubrieron que Porter había construido Fort Madison y una villa en la isla, que los nativos destruyeron después de que partió su barco.